# 蕭振瀛
蕭 振瀛（しょう しんえい）は、中華民国の政治家・実業家・銀行家。国民軍において文官として活動している。字は仙閣。

## 事跡
商家の子として生まれる。1916年（民国5年）、公立吉林法政専門学校を卒業する。帰郷して家業を継ぎ、白酒の販売や製粉の事業を手がけた。その傍ら吉林省議会議員も務めている。
1925年（民国14年）、同省出身の国民軍第6師師長石友三が綏遠都統代理に赴任したと聞き、蕭振瀛はこれを頼って仕官した。臨河設治局（現在の内モンゴル自治区バヤンノール市臨河区）局長に任じられている。翌年春には、臨包道尹に昇進している。
同年10月、蕭振瀛は宋哲元の配下に転じ、西路軍総司令部軍法処長に任じられた。1927年（民国16年）11月には、西安市市長となっている。1930年（民国19年）の中原大戦の敗北後に宋が第29軍軍長に任じられると、蕭は同軍総参議に任じられた。1932年（民国21年）8月、宋が察哈爾省政府主席に任じられると、蕭は同省政府委員となっている。さらに、軍事委員会北平分会委員、行政院駐北平政務整理委員会委員も歴任する。
1935年（民国24年）11月、秦徳純の後任として察哈爾省政府主席に昇格した。12月には、冀察政務委員会委員を兼任し、天津市市長に転じている。翌年11月、冀察政務委員会経済委員会主席に任じられた。しかし、まもなく欧米の実業視察に赴いた。
1937年（民国26年）の日中戦争（抗日戦争）が勃発した後には、第1戦区長官部総参議に任じられた。1940年（民国29年）に辞任し、重慶に移住して大明公司を創設した。日中戦争終結後、上海に移って大同銀行を主宰している。西安・蘭州・北平・天津に分行（支店）を展開した。
1947年（民国36年）5月8日、北平で病没。享年62。